# 名護自動車学校
有限会社名護自動車学校（なごじどうしゃがっこう）は、沖縄県名護市にある指定自動車教習所を運営する企業。

## 取得できる免許
- 普通自動車
- 普通自動車第二種
- 大型自動車
- 大型自動車第二種
- 中型自動車
- 準中型自動車
- 大型特殊自動車
- 牽引自動車
- 大型自動二輪車
- 普通自動二輪車

## 行っている講習
- 高齢者講習
- 初心運転者講習
- 取消処分者講習

## その他
- 保育園児、幼稚園児を対象とした『あんぜんきょうしつ』では、横断歩道の渡り方や車は急に止まれない事などを教えている。
- 高校生を対象とした『自転車安全教室』では、HONDA製自転車シミュレーターを使用した講習を行っている。
- 沖縄県の教習所としては初の教育訓練給付制度を持っている。
- ライトブレインズとの提携の下、スキューバライセンスの取得ややんばるの森トレッキングプランを行っている。
- 通学による教習のほか、学校寮（若葉寮）、レオパレス21を利用した宿泊教習を行っている。
- 構内には、『一生無事故』と彫られた石碑がシンボルマークとして建立している。
- もとぶつりぐ店との提携の下、船釣りプランも用意されている。